# Avatha complens
Avatha complens là một loài bướm đêm trong họ Erebidae.